# Paul-Henry Bizon
Paul-Henry Bizon, né en 1979, est un journaliste et romancier français.

## Biographie
Diplômé de la Sorbonne (lettres modernes) et de l'École Estienne, Paul-Henry Bizon est l'auteur de reportages pour la presse magazine et de livres spécialisés, notamment sur la gastronomie. Passionné d'urbanisme, il s'intéresse depuis plusieurs années aux mutations des écosystèmes urbains et agricoles.
En 2017, il publie le roman La Louve aux éditions Gallimard. Paul-Henry Bizon, créateur de la marque La Jeune Rue que tente en vain de lui racheter Cédric Naudon, est l'une des victimes du projet avorté La Jeune Rue. Son roman La Louve est inspiré de cette affaire.
En 2021, son roman Olympia qui mêle le destin d'un responsable marketing avec la personnalité de l'athlète Marie-José Pérec reçoit une critique très favorable Le Monde des Livres.

## Publications

### Romans
- La Louve, Gallimard, collection Blanche, 2017,  (ISBN 9782072727573) et Folio, 2019,  (ISBN 9782072829024)
- Olympia, Gallimard, collection Blanche, 2021,  (ISBN 9782072944796)

### Autres publications
- Jean-Paul Chambas : théâtre et peinture : entretien réalisé par Paul-Henry Bizon et Michel Archimbaud ; textes de Jean-Paul Chambas ; édition établie par Claire David, Actes Sud, 2004
- Stéphanie Le Quellec : La Scène : les très riches heures du Prince de Galles, textes de Paul-Henry Bizon ; photographies de Benoit Linero, Glénat, 2014
- Preljocaj Angelin, Éditions de La Martinière / Centre national du costume de scène, 2015
- La Pâtisserie, Cyril Lignac, Éditions de La Martinière, 2017
- Saisons, Cyril Lignac, Éditions de La Martinière, 2019
- Au pays d'Alice, Alice Moireau, Éditions de La Martinière, 2021
- 'Ma pâtisserie végétale, Anaïs Galpin, Éditions de La Martinière, 2022
- Regain en campagne, Éditions de La Martinière, 2022
- (dir.), PMU, les 100 bars qui font la France, Fooding, 2024.